# Котен, Евстафий Евстафьевич
Барон Евстафий Евстафьевич фон Котен (швед. Gustaf von Kothen; 19 (31) июля 1808, Локалакс (Варсинайс-Суоми) — 11 (23) декабря 1861, Або ) — русский военный деятель, генерал-майор.

## Биография
Сын финляндского сенатора барона Густава Густавовича фон Котена (1778—1851) и Йоханны Агнеты Толлет (1784—1835).
Поступил в Финляндский кадетский корпус в 1823 году. 3 февраля 1827 был выпущен прапорщиком в 85-й Выборгский пехотный полк. Произведен в подпоручики 13 марта 1829 года, после чего 1 января 1830 был переведен в чине прапорщика гвардии в лейб-гвардии Московский полк. В рядах этого полка фон Котен участвовал в подавлении польского восстания, особенно отличившись при взятии Варшавы. Подпоручик (8.11.1832), поручик (6.12.1834), штабс-капитан (6.12.1838), капитан (11.04.1843).
18 декабря 1847 года фон Котен был произведен в подполковники с переводом в лейб-гвардии Финский стрелковый батальон. Полковник (15.05.1848). 26 февраля 1849 назначен заместителем начальника штаба батальона, 16 декабря 1850 и. д. командира батальона. Утвержден в должности 21 февраля 1852. 15 февраля 1854 получил звание флигель-адъютанта. 26 августа 1856 произведен в генерал-майоры и назначен помощником инспектора стрелковых батальонов русской армии и начальником над финскими новобранцами. Скончался во время командировки в Або.

## Награды
- Орден Святого Станислава 3-й ст. (06.12.1841)
- Орден Святой Анны 3-й ст. (23.01.1847)
- Орден Святой Анны 2-й ст. (05.12.1850)
- Орден Святого Владимира 4-й ст. (5.12.1851)
- Орден Святого Георгия 4-й ст. за 25 лет службы (26.11.1855)
- Орден Святого Владимира 3-й ст. (8.02.1859)

Медали и знаки:
- Знак отличия за военное достоинство (Virtuti Militari) 4-й ст. (1831)
- Медаль «За взятие приступом Варшавы» (1832)
- Знак отличия за XXV лет беспорочной службы (1855)

## Семья
Жена (24.09.1837, Пемар): баронесса София Матильда Беата фон Котен (9.12.1818—23.03.1900), дочь барона Карла Акселя фон Котена (1779—1853) и Йоханны Марии Пиппингскёльд (1791—1871)
Дети:
- барон Густав Карл Магнус (25.07.1838—7.11.1847)
- баронесса Жанна Антуанетта Констанция (11.10.1841—13.05.1842)
- барон Рольф Казимир (29.4.1843—26.12.1860)
- баронесса Гертруда Мария (4.1.1849—4.3.1900)